# 卡利尼茨凱
49°23′5″N 34°4′17″E / 49.38472°N 34.07139°E
卡利尼茨凱（羅馬化：Kalnytske）是烏克蘭中部的村莊，隸屬波爾塔瓦州的波爾塔瓦區。該村分別距離蘇普羅蒂夫納巴爾卡0.5公里和貝切韋1.5公里，面積0.518平方公里，海拔高度125米，2001年人口6。